# بيتر ثورن
بيتر ثورن (بالإنجليزية: Peter Thorne)‏ هو لاعب كرة قدم بريطاني في مركز الهجوم، ولد في 21 يونيو 1973 في أورمستون ‏ في المملكة المتحدة. لعب مع برادفورد سيتي وبلاكبيرن روفرز وستوك سيتي وسويندون تاون وكارديف سيتي ونورويتش سيتي وويغان أتلتيك.

## وصلات خارجية
- بيتر ثورن على موقع قاعدة بيانات كرة القدم.إي يو (الإنجليزية)
- بيتر ثورن على موقع Soccerbase.com (لاعب) (الإنجليزية)
- بيتر ثورن على موقع عالم كرة القدم.نت (الإنجليزية)